# Bill Crump
Bill Crump (* 1907; † 1979 in Los Angeles) war ein US-amerikanischer Jazz-Saxophonist (Tenor, Alt) und Flötist. Seinen Nachruhm verdankt er seiner Präsenz auf einem der berühmtesten Fotos der Jazzgeschichte, A Great Day in Harlem von 1958, und ist darauf wohl der am wenigsten bekannte Musiker, so dass ihn bei der Entstehung des Films zum Foto kaum jemand mehr kannte.
Er war 1958/59 in der lokalen Musikergewerkschaft (Local 802) in Buffalo registriert, wo er eine eigene Band hatte, und zum Zeitpunkt der Aufnahme war er Teil der Hausband des Apollo Theater. Er tourte mit Johnny Hodges (am zweiten Altsaxophon), Sam Cooke, Billy Eckstine und Pearl Bailey. Später zog er nach Las Vegas, wo eine Tochter als Tänzerin arbeitete und spielte dort in Lounge Bands in Hotels und in Stripclubs. Zuletzt zog er nach Los Angeles, wo ihm 1977 die Sängerin Nellie Lutcher die notorisch schwierige Aufnahme in die lokale Musikergewerkschaft (Local 47) verschaffte.
Bei Tom Lord ist nur eine Aufnahme verzeichnet, in der Begleitband (u. a. mit Milt Hinton und Al Sears) einer Sängerin Ernestina 1955, deren einzige bei Tom Lord verzeichnete Aufnahme dies ist. Er soll aber auch mit der Band von Erskine Hawkins aufgenommen haben.